# Hrvatski nacionalni simboli
Hrvatski nacionalni simboli predstavljaju zastavu, grb i himnu Hrvatske, te razne kulturološke izričaje koji su karakteristični za Hrvatsku i hrvatsku kulturu.

## Zastava
|  | Zastava Republike Hrvatske jedan je od državnih simbola Republike Hrvatske, službeno usvojena 21. prosinca 1990. godine. Sastoji se od triju jednako širokih vodoravnih pruga crvene, bijele i plave boje s grbom Republike Hrvatske u sredini. |

## Grb
|  | Grb Republike Hrvatske povijesni je hrvatski grb, koji se nalazi na hrvatskoj zastavi. Ima oblik štita te je dvostruko podijeljen vodoravno i okomito u dvadeset pet crvenih i bijelih (srebrnih) polja, tako da je prvo polje u gornjem lijevom kutu štita crvene boje. Iznad glavnog štita nalazi se kruna s pet manjih štitova, koja se u blagom luku spaja s lijevim i desnim gornjim dijelom štita. |

## Himna
|  | Lijepa naša domovino (Lijepa naša) je himna Republike Hrvatske. Njezine početne riječi čest su metonim za Hrvatsku (Lijepa Naša). Zagrebački pravnik Antun Mihanović, jedan od pjesnika hrvatskog narodnog preporoda, napisao je domoljubnu pjesmu Horvatzka domovina koja je postala temelj današnje himne. Nije posve sigurno ni tko je skladatelj, ali se u drugoj polovici 19. stoljeća uvriježilo mišljenje da je to Josip Runjanin. |

## Svetac zaštitnik
|  | Hrvatski sabor je na svom zasjedanju 9. i 10. lipnja 1687. godine proglasio svetog Josipa zaštitnikom hrvatskog kraljevstva. Točnije, u saborskom protokolu od tih dana, na latinskom jeziku piše: "Sveti Josip, Krista Spasitelja vjerni branitelj, Djevice Bogorodice djevičanski zaručnik, za posebnog zaštitnika Kraljevine Hrvatske u Državnom saboru godine 1687. od redova i staleža jednoglasno je odabran." |

## Nacionalni cvijet
|  | Na prijedlog Hrvatske akademije znanosti i umjetnosti, hrvatska perunika proglašena je hrvatskim nacionalnim cvijetom za vrijeme trajanja svjetske izložbe cvijeća Japan Flora 2000. godine. |

## Neslužbeni simboli
|  | Inačica nove zastave Republike Hrvatske, prvi je put službeno istaknuta 30. svibnja 1990. na trgu bana Jelačića i jedna je od inačica službeno isticanih od 25. srpnja 1990. na trgu svetoga Marka u Zagrebu. Tek je Zakonom o grbu, zastavi i himni Republike Hrvatske te zastavi i lenti predsjednika Republike Hrvatske od 21. prosinca 1990. crveno polje jasno određeno kao početno na grbu. Inačica s početnim bijelim poljem grba, danas je često korištena među Hrvatima izvan Hrvatske, ali i u nekim dijelovima hrvatskoga društva.                                         |
|  | 25. srpnja 1990. Hrvatski sabor donosi Amandman LXVI na Ustav Socijalističke Republike Hrvatske u kojem se kaže: „Grb Republike Hrvatske je povijesni hrvatski grb, osnovica kojeg se sastoji od 25 crvenih i bijelih polja.“ Ovakav osnovni povijesni grb bio je u uporabi do donošenja Zakona o grbu, zastavi i himni Republike Hrvatske, te zastavi i lenti Predsjednika Republike Hrvatske, 21. prosinca 1990. (NN 55/90). Inačica s početnim bijelim poljem grba, danas je često korištena među Hrvatima izvan Hrvatske, ali i drugim domoljubnim dijelovima hrvatskoga društva. |
|  | Starohrvatska kruna (Tomislavova kruna ili Zvonimirova kruna) pojam je koji, osim fizičke krune, označava i virtualnu krunu i Hrvatsko Kraljevstvo u državnopravnom smislu. Osobito se počeo koristiti u 19. stoljeću za buđenja hrvatske nacionalne svijesti. |
|  | Hrvatski trolist (često i pod nazivom Zvonimirov križ) bio je česta oznaka među hrvatskim domobranima u Prvom i službena oznaka Domobranstva u Drugom svjetskom ratu. Nalazi se na ordenu reda hrvatskog trolista i velereda kraljice Jelene s lentom i Danicom. Zbog upotrebe hrvatskog trolista u Nezavisnoj Državi Hrvatskoj, Savez antifašističkih boraca Hrvatske smatra ga fašističkim simbolom. |
|  | Hrvatski pleter, znan i kao troplet je geometrijski ukras svojstven starohrvatskoj kulturi. Starohrvatske pletere nalazimo gotovo posvuda gdje je hrvatska kultura imala veći ili manji utjecaj, uglavnom u i na crkvama koje su građene predromaničkim hrvatskim slogom u razdoblju od 9.-12. st. te u i na ranohrvatskim samostanima iz istog razdoblja. |
|  | Hrvatska ćirilica (arvatica, bosančica, hrvatkica) je hrvatska redakcija ćirilice. Morfološka je, grafijska i ortografijska inačica ćiriličnog pisma. |
|  | Glagoljica je staroslavensko pismo nastalo sredinom 9. stoljeća koje se u hrvatskim krajevima zadržalo sve do 19. stoljeća. Već početkom 16. stoljeća sve je više potiskuje latinica. |